# トラキア

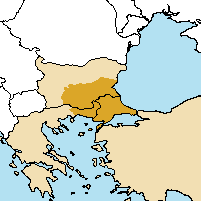
トラキアと現在の国境線

トラキア（ラテン語: Thracia、トルコ語: Trakya、ブルガリア語: Тракия、ギリシア語: Θράκη）は、バルカン半島南東部の歴史的地域名。現在は3か国に分断され、西トラキアがブルガリアの南東部とギリシャ北東部の一部に、東トラキアがトルコのヨーロッパ部分となっている。

## 歴史
古代ギリシア時代のトラキア（古代ギリシア語で「トラーケー」Θράκη　Thrākē、ラテン語で「トラキア」Thracia）には、インド・ヨーロッパ語族に属する言語を話すトラキア人と呼ばれる民族が住んでおり、独自の文化が栄えた。彼らは様々な小部族に分かれていたが、南のギリシアから様々な影響を受けて国家を形成することもあった。近年、特にブルガリア領内でトラキア時代の遺跡発掘が進み、黄金文明と呼べるほど大量かつ精巧な金細工が発見されている。
紀元前6世紀頃からトラキア地方にはギリシア人の植民都市が建設されたが、ペルシアのアケメネス朝が領域を広げると大部分はその支配下に入った、紀元前4世紀に西のマケドニア王国によって征服された。その後、一時独立を回復するも、南部は共和政ローマに支配され、ほぼ現在のブルガリアに含まれる北部もローマ帝国、東ローマ帝国の支配を受けた（トラキア属州）。キリスト教が広まるとともに、スラヴ人が侵入して言語的にはブルガリア語とギリシャ語が主流になっていった。また、4世紀からトラキアの東端部にあるビュザンティオンがローマ帝国の新首都コンスタンティノポリスとなったことからトラキア地方は首都近郊の重要な地域となった。
一時はブルガリア帝国によって大半が支配されることもあったが、14世紀以降ガリポリ（ゲリボル）からダーダネルス海峡を渡ってきたオスマン帝国の勢力が浸透し、東ローマ帝国のトラキア地方における中心都市アドリアノープルはオスマン帝国の都エディルネとなった。オスマン支配のもとではトルコ語を話すムスリム（イスラム教徒）が大挙して住み着くようになり、民族的・宗教的な混交・混住がさらに進んだ。
1878年、オスマン帝国の衰退とともに北部に東ルメリ自治州がおかれ、1886年に先にオスマン帝国から独立していたブルガリア公国によって併合された。その後も大部分はオスマン帝国の支配下に残されたが、20世紀初頭のバルカン戦争、第一次世界大戦及び希土戦争により、エディルネ以北はブルガリアに、エヴロス川（ブルガリア語: Марица、希: Έβρος、土: Meriç）以西はギリシャ王国に割譲され、残る部分はトルコが確保して3か国に分断された。

## 地理
東は黒海、南はマルマラ海とエーゲ海で、海によって画される。西はマケドニア地方、北は古代にモエシアと呼ばれていた地域である。
名称、及び主要な都市は以下のとおり。
ブルガリア領 - Тракия (Trakija)
- プロヴディフ
- スタラ・ザゴラ

ギリシャ領 - Θράκη (Thraki)（東マケドニア・トラキア地方の一部を形成）
- アレクサンドルポリ
- コモティニ

トルコ領 - Trakya
- エディルネ
- （イスタンブール）

いずれの国でも「トラキア」は現在も地域名として用いられており、トルコにはTrakya Üniversitesi（エディルネ）、ギリシャではΔημοκρίτειο Πανεπιστήμιο Θράκης（コモティニ）、ブルガリアではТракийски университет （スタラザゴラ）と3国ともに自国領のトラキア地方の中心地に「トラキア大学」（ギリシャでは「トラキ大学」となる）という名称を持った大学がある。